# Рафаел Бобан
Рафаел Ранко Бобан (Совићи код Груда, 22. децембар 1907 — нестао 1945) био је хрватски војни командант који је служио у Усташкој војници и Хрватским оружаним снагама током Другог свјетског рата.
Учествовао је у Велебитском устанку 1932. године, придружио се Италијанској краљевској војсци и вратио се у Хрватску током Априлског рата у априлу 1941. Био је припадник Усташа све до краја рата, када је бјежећи од југословенских партизана стигао до аустријског града Блајбурга.
Није познато шта се десило касније, постоји више теорија, по којима је пребачен и убијен у Подравини 1945, погинуо у борби са Крижарима у Херцеговини 1947, или, мање вјероватно, емигрирао у Сједињене Америчке Државе преко Аргентине, придружио се америчкој војсци и борио се против комуниста у Корејском рату. Анте Павелић га је 1951. године именовао за министра одбране у егзилу.

## Младост
Рафаел Бобан је рођен 22. децембра 1907. године у селу Совићи код Груда у тадашњој Аустроугарској. Он је био Хрват католичке вјероисповијести. Био је официр у Југословенској војсци, прије него што се придружио Усташама са сједиштем у Италији у љето 1932. године. У септембру 1932, вратио се у Хрватску и учествовао је у усташком Велебитском устанку. Послије тога, отишао је у Задар који је био под италијанском контролом гдје је затражио италијанско држављанство и заштиту. Усташки вођа Анте Павелић у мају 1934. године унаприједио је Бобана у чин водника у Усташама и тиме је постао члан Павелићевог унутрашњег круга. Сљедеће године, Бобан је постао замјеник команданта италијанске чете у Липарима, прије него што је пребачен у Калабрију. Почетком децембра 1937. године, италијанске власти су га ухапсиле заједно са другим Усташама под сумњом да су планирали атентат предсједника Владе Краљевине Југославије Милана Стојадиновића. Сви су убрзо пуштени.

## Други свјетски рат
Након настанка Независне Државе Хрватске у априлу 1941, Бобан је дошао у Хрватску гдје се придружио Усташкој војници. Унапријеђен је у чин капетана у новембру, а касније је постао командант Црне легије заједно са Јуром Францетићем. Бобан је преузео пуну команду над Легијом након што су југословенски партизани ухватили и погубили Францетића у децембру 1942. године. Усташка пропаганда га је прогласила природним Францетићевим насљедником. Легија је дјеловала у различитим дијеловима НДХ под његовом командом.
Бобан је постао генерал у децембру 1944. године и шеф подравске пете усташке активне бригаде Хрватских оружаних снага. Током те јесени, он је био одговоран за чување политичких затвореника Младена Лорковића и Анте Вокића у Копривници. У априлу 1945. године добио је чин пуковника у Усташкој војници. У мају, повукао се са усташама према Аустрији и пријављено је да је стигао до Блајбурга, заједно са Павелићем и Вјекославом Лубурићем.
Постоји више теорија о томе шта му се десило. Према једној теорији убијен је у Подравини 1945. године, док према другој теорији је погинуо у борби са Крижарима у Херцеговини 1947. године или да је емигрирао у Сједињене Америчке Државе преко Аргентине, придружио се америчкој војсци и да се борио против комуниста у Корејском рату.

## Насљеђе
Анте Павелић је Бобана именовао за министра одбране у егзилу 1951. године. Током рата у Босни и Херцеговини, једна бригада Хрватског вијећа одбране носила је његово име. Католичка црква у херцеговачком селу Бобани у својој унутрашњости има његову слику. Поткрај 1995. године власти су у западном, већински хрватском делу Мостара именовале неколицину улица по идеолозима усташког покрета из времена НДХ, међу њима Рафаел Бобан, Миле Будак, Младен Лорковић, Анте Вокић, Ђуро Спужевић, Јуре Францетић и Иво Зеленек. Градско веће Мостара одлучило је у јулу 2022. године да се те улице преименују по Алекси Шантићу, Тину Ујевићу, фра Људевиту Ласти, Исмету Вољевици, Хумскоj и Циглани. Ову је одлуку поздравила Амбасада Сједињених Америчких Држава у Сарајеву.